# العلم والتنجيم
علم التنجيم يتكون من عدد من نظم الاعتقاد التي تؤكد أن هناك علاقة بين الظواهر الفلكية، والأحداث أو الأوصاف الشخصية في العالم البشري. وقد تم رفض علم التنجيم من قبل المجتمع العلمي، حيث أنه لا توجد قوة تفسيرية لوصف الكون. فالتقييم العلمي لعلم التنجيم لم يعثر على أي دليل لدعم الآثار المزعومة المذكورة في التقاليد الفلكية.
حيث أن علم التنجيم قد صنع تنبؤات قابلة للدحض، فإن المجتمع العلمي قد دحضها بالفعل وأثبت عدم صحتها. كان أكثر الاختبارات شهرة في هذ المجال يشرف عليه شون كارلسون، وتضمنت لجنة من العلماء ولجنة من المنجمين. أدى ذلك إلى استنتاج مفاده أن تنبؤات علم التنجيم لا تزيد عن كونها محض صدفة. ادعى المنجم والأخصائي النفسي ميشيل جاكلين أنه وجد دعمًا إحصائيًا لـ «تأثير المريخ» في تواريخ ميلاد الرياضيين، ولكن لا يمكن تكراره في دراسات أخرى. زعم منظموا دراسات لاحقة أن جاكلين حاول التأثير على معايير الاشتمال في الدراسة من خلال اقتراح إزالة أفراد معينين. كما اقترح جيفري دين، أن الإبلاغ عن مواعيد الولادة من قبل الوالدين (قبل الخمسينات) قد يكون السبب في التأثير الظاهر حالياً.
لم يثبت علم التنجيم فعاليته في الدراسات الخاضعة للرقابة، واثبت أنه ليس له صلاحية علمية، وعلى هذا النحو، يعتبر علم زائف. لا توجد آلية مقترحة للعمل يمكن من خلالها أن تؤثر مواقف وحركات النجوم والكواكب على الأشخاص والأحداث على الأرض بالطريقة التي يقول بها المنجمون إنها لا تتعارض مع الجوانب الأساسية المفهومة جيداً في علم الأحياء والعلوم الفيزيائية.

## مقدمة

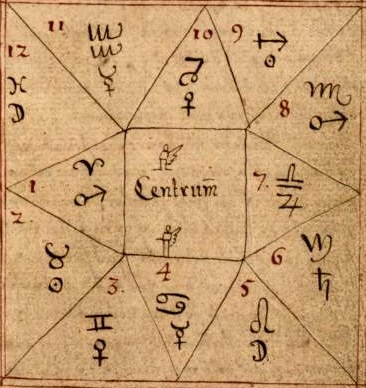
مخطوطة آيسلندي في القرن الثامن عشر يظهر المنازل الفلكية ورموز الكواكب.

يعتمد أغلبية المنجمين المحترفين على أداء اختبارات الشخصية المستندة إلى علم التنجيم والقيان بتنبؤات ذات صلة بمستقبل الشخص المنشود. أولئك الذين ما زالوا يثقون في علم التنجيم قد وصفوا بأنهم يفعلون ذلك «على الرغم من حقيقة أنه لا يوجد أساس علمي تم التحقق منه لمعتقداتهم، ولكن بالفعل هناك دليل قوي على المعتقد المخالف». عالم الفيزياء الفلكية نيل ديجراس تايسون علق على الاعتقاد الفلكي، قائلاً إن «جزء من معرفة كيفية التفكير هو معرفة كيف تشكل قوانين الطبيعة العالم من حولنا. بدون هذه المعرفة، وبدون تلك القدرة على التفكير، أنت يمكن بسهولة أن تصبح ضحية للأشخاص الذين يسعون للاستفادة منك».
وينظر إلى الاعتقاد المستمر في علم التنجيم على الرغم من افتقاره إلى المصداقية على أنه دليل واحد على انخفاض محو الأمية العلمية.

## العلاقة التاريخية مع علم الفلك
أسس البنية النظرية المستخدمة في علم التنجيم نشأت مع البابليين، على الرغم من أن الاستخدام الواسع لم يحدث حتى بداية الفترة الهلنستية بعد أن اجتاح الإسكندر الأكبر اليونان. لم يعرف البابليون أن الأبراج ليست في المجال السماوي وهي متباعدة للغاية، وظهورهم بهذا القرب هو مجرد وهم وتأثير فيزيائي. كان بطليموس يعمل في علم الفلك مدفوعاً إلى حد ما بالرغبة، مثل جميع المنجمين في ذلك الوقت، في حساب حركات الكواكب بسهولة. علم التنجيم الغربي المبكر يعمل تحت مفاهيم اليونانيين القدماء والتي تنص أن أصغر جزء من الكون يمكن أن يدل علي الكون كله؛ وبالتالي فإن علم التنجيم الطبي يربط ما يحدث للكواكب والأشياء الأخرى في السماء بالعمليات الطبية. قدم هذا محفز إضافي لدراسة علم الفلك. في حين لا يزال يدافع عن ممارسة علم التنجيم، اعترف بطليموس أن القوة التنبؤية لعلم الفلك لحركة الكواكب والأجرام السماوية الأخرى لا تزال فوق التوقعات الفلكية.
خلال العصر الذهبي الإسلامي، تم تمويل علم الفلك بحيث أن المعلمات الفلكية، مثل المدارات اللامركزية والانحراف المداري من مدار الشمس، والتي هي مطلوبة في نموذج مركزية الأرض لبطليموس، يمكن حسابها بدقة كافية. أما من كانوا في مواقع السلطة، مثل وزير (لقب) الدولة الفاطمية عام 1120، فقد قاموا بتمويل بناء المراصد بحيث يمكن إجراء تنبؤات تنجيمية تغذيها معلومات كوكبية دقيقة. ولما كانت المراصد مبنية للمساعدة في صنع التنبؤات الفلكية، فإن القليل من هذه المراصد استمر لفترة طويلة بسبب حظر التنجيم في الإسلام، وتم هدم معظمها أثناء البناء أو بعده مباشرة.
بدأ الرفض الواضح لعلم التنجيم في أعمال الفلك عام 1679، مع ظهور بعض المجلات الفرنسية السنوية في علم الفلك. على عكس الغرب، ففي إيران، استمر رفض مركزية الشمس حتي بداية القرن العشرين، مدفوعًا جزئياً بالخوف من أن هذا سيقوض إلي زيادة الاعتقاد السائد في علم التنجيم وعلم الكون الذي كان منتشراً في الإسلام في القرون الوسطى في إيران. ظهرت العديد من الكتب في إيران لدحض علم التنجيم، حيث تم الإشارة إلى عدم قدرة المنجمين المختلفين لجعل نفس التنبؤ حول ما يحدث بعد ظاهرة الاقتران، وتم وصف وصفات المنجمين حول الكواكب بأنها غير قابلة للتصديق.

## فلسفة العلم

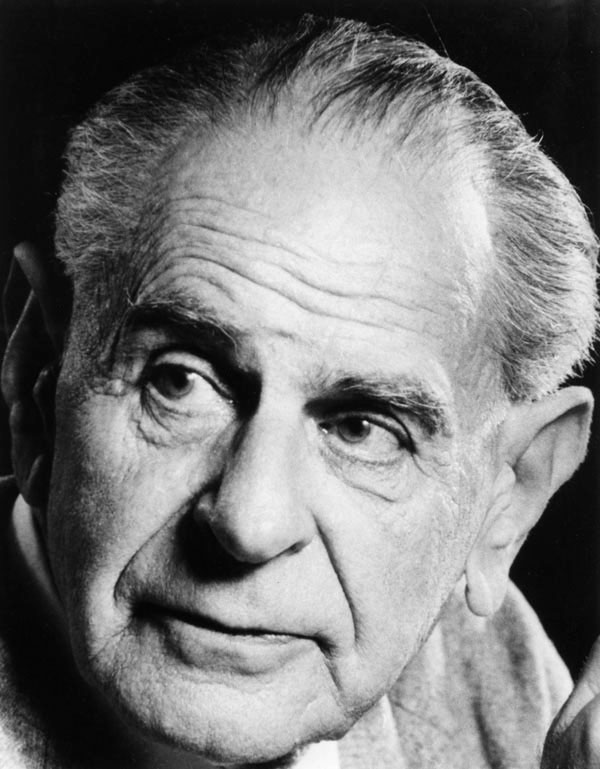
يقترح بوبرز القابلية للتفسير والدحض كأفكار تميز ما هو علمي مما هو غير علمي، مستخدماً علم التنجيم كمثال لفكرة لم تنجح في اختبار قابلية التفسير والدحض أثناء التجربة.

يقدم علم التنجيم مثالًا أساسيًا للعلوم الزائفة حيث تم اختباره بشكل متكرر وفشل في جميع الاختبارات.

### اثباث خطا الفرضية
يتم تمييز العلم الحقيقي من العلم الزائف عادة بمعيار القابلية للتفسير والدحض. تم اقتراح المعيار لأول مرة بواسطة فيلسوف العلوم كارل بوبر. بالنسبة إلى بوبر، لا يعتمد العلم على الحث والاستقراء؛ ولكن بدلا من ذلك، فإن التحقيقات العلمية هي محاولات لتزييف النظريات الموجودة من خلال اختبارات جديدة. إذا فشل اختبار واحد، يتم تزوير النظرية.
لذلك، يجب أن يحظر أي اختبار للنظرية العلمية نتائج معينة تدحض النظرية، ولكن توقع نتائج محددة أخرى تتفق مع النظرية. باستخدام هذا المعيار، فإن علم التنجيم هو علم زائف.
علم التنجيم كان مثال بوبير الأكثر شيوعًا للعلوم الزائفة. اعتبر بوبر علم التنجيم بأنه «شبه تجريبي» في أنه «ينادي بالمراقبة والتجربة»، لكنه «مع ذلك لا يصل إلى المعايير العلمية».
على النقيض من التخصصات العلمية، لا يستجيب علم التنجيم للقابلية التفسير من خلال التجربة. وفقا لأستاذ علم الأعصاب تيرينس هاينز، فإن هذه سمة مميزة للعلوم الزائفة.

### «لا وجود لألغاز لحلها»
على النقيض من بوبر، جادل الفيلسوف توماس كوهن أنه ليس الافتقار إلى قابلية الدحض هو ما يجعل علم التنجيم غير علمي، ولكن بالأحرى أن مفاهيم علم التنجيم ليست تجريبية. بالنسبة إلى كوهن، فإنه على الرغم من أن المنجمين، من الناحية التاريخية، قاموا بتنبؤات «فشلت بشكل قاطع»، فهذا في حد ذاته لا يجعله غير علمي، ولا حتي محاولات المنجمين أن يفسروا الفشل من خلال الادعاء بأنه كان بسبب صفات برجك كونها صعبة للغاية في تفسيرها.
بدلاً من ذلك، في نظر كوهن، فإن علم التنجيم ليس علمًا لأنه كان دائمًا أقرب إلى الطب في العصور الوسطى؛ حيث اتبعوا سلسلة من القواعد والخطوط التوجيهية لخلق مجال علمي مع أوجه قصور معروفة، لكنهم لم يقوموا بأي بحث لأن الحقول ليست قابلة للبحث، وهكذا، «لم يكن لديهم ألغاز لحلها، وبالتالي لم يكن هناك علم لتتم ممارسته».
في حين أن عالم الفلك يمكنه تصحيح الخطأ، فإن المنجم لا يمكنه. فالمنجم يمكنه أن يبعد الخطأ عن نفسه ولكنه لا يستطيع تغيير الفرضية الفلكية. على هذا النحو، فالنسبة إلي كوهن، فإنه حتى لو كانت النجوم يمكن أن تؤثر على مسار البشر وحياتهم، فإن علم التنجيم ليس علمياً.

### التقدم والممارسة والاتساق
الفيلسوف بول دي لاغارد يعتقد أن علم التنجيم لا يمكن اعتباره علما زائفاً بهذا المعنى حتى يتم استبداله بخلف. في حالة التنبؤ بالسلوك، فإن علم النفس هو البديل. بالنسبة إلى ثاغارد، هناك معيار إضافي لتوضيح العلوم من العلوم الزائفة هو أن العلوم لابد أن تتقدم وتتطور وأن مجتمع الباحثين يجب أن يحاول مقارنة النظرية الحالية بالبدائل، وألا يكون «انتقائيًا عند النظر في الأمور المؤكدة والغير مؤكدة».
يتم تعريف التقدم هنا على أنه شرح ظواهر جديدة وحل المشاكل القائمة، إلا أن علم التنجيم فشل في التقدم، حيث أنه لم يتغير إلا قليلاً في خلال ما يقرب من 2000 عام. بالنسبة إلى ثاغارد، يتصرف المنجمون كما لو كانوا يمارسون العلوم الطبيعية، معتقدين أن أسس علم التنجيم كانت راسخة على الرغم من أن «العديد من المشاكل التي لم تحل»، وهناك نظريات بديلة أفضل (مثل علم النفس). لهذه الأسباب نظر ثاجارد إلى علم التنجيم كعلم مزيف.
يري ثاغارد أن ترسيم العلم يتطلب ثلاث بؤر متميزة. «النظرية، والمجتمع، والسياق التاريخي».
في حين ركزت التجارب على النظرية، ركز عمل كوهن على السياق التاريخي، ولكن يجب أيضًا التفكير في مجتمع الفلك. من حيث:
- مقارنة نهجهم مع الآخرين.
- وجود نهج متسق.
- محاولة دحض نظريتهم من خلال التجربة.[9]

### اللاعقلانية
بالنسبة للفيلسوف إدوارد دبليو جيمس، فإن علم التنجيم غير عقلاني ليس بسبب المشاكل العديدة المتعلقة بالآليات وضعف قابليته للتفسير بسبب التجارب، ولكن لأن تحليل الأدب الفلكي يوضح أنه ذو منطق مضلل وبلا أي أسباب عقلانية.
```
الادعاء بأن الدليل على علم التنجيم هو أن الأشخاص الذين ولدوا في «نفس المكان لديهم نمط حياة متشابه للغاية» هو أمر غامض، ولكنهم يتجاهلون أن الوقت هو 
الإطار المعتمد
 ولا يعطي أي تعريف لـ «نفس المكان» على الرغم من تحرك الكوكب في الإطار المرجعي للنظام الشمسي. وتستند التعليقات الأخرى التي قام بها المنجمون إلى التفسيرات الخاطئة للغاية للفيزياء الأساسية، مثل مطالبة أحد علماء الفلك بأن النظام الشمسي يشبه الذرة. علاوة على ذلك، أشار جيمس إلى أن الاستجابة للنقد تعتمد أيضًا على المنطق الخاطئ، ومثال على ذلك هو الرد على دراسات التوائم والتي تقول أن المصادفات في التوائم ترجع إلى التنجيم، ولكن أي اختلافات ترجع إلى «الوراثة والبيئة»، في حين أن الكثير من المنجمين الآخرين يجعلون الأمور صعبة للغاية ويريدون فقط نسب كل شئ إلى علم التنجيم. علاوة على ذلك، بالنسبة للمنجمين، فإنه إذا ظهر شيء لصالحهم، فإنهم يعلقون عليه كدليل، بينما لا يحاولون استكشاف مضمونه، بينما يتم تجاهل الاحتمالات التي لا تقف في صالح علم التنجيم.
```

### الفصائل الكونية
من خلال الشبكة الكونية للمعرفة، هناك انقسام حيث يجب على المرء إما رفض التنجيم أو قبول التنجيم ولكن رفض جميع التخصصات العلمية الراسخة التي لا تتوافق مع علم التنجيم.

## اختبارات علم التنجيم
غالباً ما يتجنب المنجمون التنبؤات التي يمكن التحقق منها، ويعتمدون بدلاً من ذلك على عبارات مبهمة تسمح لهم بمحاولة تجنب التعرض للتفسير والتحقيق. عبر عدة قرون من الاختبارات، لم تكن تنبؤات علم التنجيم أكثر دقة من التوقعات المبنية علي الصدفة وحدها. أحد المقاربات المستخدمة في اختبار التنجيم الكمي هو من خلال (التجربة العمياء). عندما تم اختبار تنبؤات محددة لبعض المنجمين في إجراءات تجريبية صارمة في اختبار كارلسون، كانت التوقعات زائفة.

### تجربة كارلسون
إن اختبارات شون كارلسون، التي وافق فيها 28 من علماء الفلك على مواءمة أكثر من 100 مخطط ناتج إلى ملامح نفسية ناتجة عن اختبار كاليفورنيا لابحاث علم النفس (CPI)، تعد واحدة من أشهر اختبارات علم التنجيم، ونشرت في مجلة مرموقة للغاية، وهي مجلة الطبيعة. إن تطبيق ازدواج التعمية، المستخدم في اختبارات كارلسون، يساعد على القضاء عمليًا على كل التحيز في الدراسة، بما في ذلك التحيز من المشاركين بالإضافة إلى الشخص الذي يجري الدراسة. تمت الموافقة على البروتوكول التجريبي المستخدم في دراسة كارلسون من قبل مجموعة من الفيزيائيين والمنجمين قبل التجربة. قام المنجمون، الذين تم ترشيحهم من قبل المجلس القومي لبحوث الجغرافيا الأرضية، بدور المستشارين الفلكيين، وساعدوا في ضمان نزاهة وعدالة الاختبار. كما اختاروا 26 من أصل 28 من المنجمين للاختبارات، بينما كان الآخران من علماء التنجيم المهتمين الذين تطوعوا بعد ذلك. جاء المنجمون من أوروبا والولايات المتحدة. ساعد المنجمون على رسم الاقتراح المركزي لـ علم التنجيم الذي يتم اختباره. نشرت النتائج في  مجلة الطبيعة  في عام 1985، حيث وجدت الدراسة أن التنبؤات القائمة على علم التنجيم لم تكن أفضل من الصدفة، وأن الاختبار «يدحض بوضوح الفرضية الفلكية».

### دين وكيلي
العالم والمنجم السابق جيفري دين والعالم النفسي إيفان كيلي قاما باجراء اختبارًا علميًا واسع النطاق، شمل أكثر من مائة من المتغيرات المعرفية، والسلوكية، والفسيولوجية، والفيزيائية، وغيرها من المتغيرات الأخرى، ولكنهما لم يجدا أي دعم لعلم التنجيم. تضمن اختبار آخر 45 من علماء التنجيم ذوي الثقة، بمتوسط خبرة 10 سنوات، و 160 موضع اختبار (من أصل حجم العينة الأصلي لـ1198 شخصًا من الخاضعين للاختبار). كان أداء المنجمين أسوأ بكثير من مجرد اتخاذ القرارات خلال حياة الأفراد، وأسوأ من كونهم 45 شخص خاضعين للسيطرة، والذين لم يستخدموا مخططات الميلاد على الإطلاق.:191

### تأثير المريخ

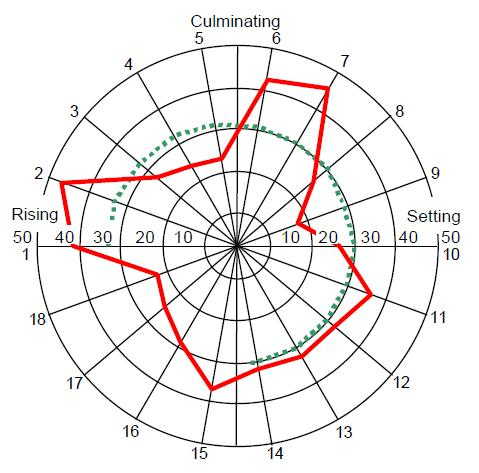
نتائج تأثير المريخ الأولي، موضحًا التواتر النسبي للموضع النهاري للمريخ وتأثيرها في المخططات الولادية للرياضيين البارزين (N = 570) (الخط الأحمر المتصل) مقارنة بنتائج ميشيل جاكلين 1955

في عام 1955، أوضح المنجم وعالم النفس ميشيل جاكلين أنه على الرغم من أنه فشل في العثور على أدلة لدعم مؤشرات مثل الإشارات الفلكية في علم التنجيم، فقد وجد ارتباطًا إيجابيًا بين الحركة النهارية لبعض الكواكب والنجاح في المهن (مثل الأطباء والعلماء، والرياضيين، والممثلين، والكتاب، والرسامين، وما إلى ذلك)، التي يربطها علم التنجيم منذ القدم بتلك الكواكب إن أكثر ما عُرف عن اكتشافات جاكلين يستند إلى حركة المريخ ومكانه في مخططات الولادة للرياضيين الناجحين، وأصبح يعرف باسم «تأثير المريخ». حاولت دراسة أجراها سبعة علماء فرنسيين تكرار التجربة، لكنهم لم يعثروا على أي دليل إحصائي. وقد أرجعوا ذلك التأثير إلى التحيز الانتقائي في جزء جاكولين، متهمين إياه بمحاولة إقناعهم بإضافة أو حذف أسماء من دراستهم.
وقد اقترح جيفري دين أن التأثير قد يكون ناجماً عن الإبلاغ الذاتي لتواريخ الميلاد من قبل الوالدين وليس عن أي مشكلة في الدراسة التي أجراها جاكلين. الاقتراح هو أن مجموعة فرعية صغيرة من الوالدين ربما تكون قد غيرت مواعيد الولادة لتكون متسقة مع مخططات أفضل للتنجيم لمهنة ذات صلة. تم أخذ العينة من وقت كان فيه الاعتقاد في علم التنجيم أكثر شيوعًا. فشل جاكلين في العثور على تأثير المريخ في مجموعات أكثر حداثة، حيث سجلت الممرضة أو الطبيب معلومات الولادة. كان عدد المواليد في ظروف غير مرغوب فيها من الناحية الفلكية أيضاً أقل، مما يشير إلى مزيد من الأدلة على أن الآباء يختارون التواريخ والأوقات لتتناسب مع معتقداتهم.

## العقبات النظرية
بعد الفحوصات العلمية التي فشل فيها علم التنجيم، تواجه مقترحات التنجيم عددا من العقبات الأخرى بسبب العديد من العيوب النظرية في علم التنجيم. بما في ذلك عدم الاتساق، وعدم القدرة على التنبؤ بالكواكب المفقودة، وعدم وجود أي اتصال بين الأبراج، وعدم وجود أي آلية معقولة. تميل أسس علم التنجيم إلى الاختلاف مع العديد من الحقائق الأساسية من التخصصات العلمية.

### عدم وجود تناسق
يمكن أن يكون اختبار علم التنجيم صعباً لأنه لا يوجد إجماع بين المنجمين على ما هو علم التنجيم أو ما يمكن التنبؤ به. قام دين وكيلي بتوثيق 25 دراسة، والتي وجدت أن درجة الاتفاق بين تنبؤات المنجمين تم قياسها على أنها منخفضة 0.1. يتم الدفع لمعظم المنجمين المحترفين للتنبؤ بالمستقبل أو وصف شخصية وحياة الشخص، ولكن معظم الأبراج لا تقدم سوى عبارات غامضة غير قابلة للاختبار يمكن تطبيقها على أي شخص تقريباً.
تناول جورج شارباك وهنري بروش إدعاءات من علم التنجيم الغربي في كتاب  Debunked! ESP, Telekinesis, and other Pseudoscience. وأشاروا إلى أن المنجمين لديهم معرفة صغيرة فقط بعلم الفلك، وأنهم في الغالب لا يأخذون في الاعتبار الخصائص الأساسية، والتي من شأنها تغيير موقع الشمس مع مرور الوقت. وعلقوا على مثال إليزابيث تايسر التي ادعت أن «الشمس تنتهي في نفس المكان في السماء في نفس التاريخ كل عام» كأساس لمزاعم شخصين لهما نفس عيد الميلاد، ولكن عدداً من سنوات منفصلة يجب أن يكون تحت تأثير الكواكب نفسه. وأشار شارباك وبرتش إلى أن «هناك فرقًا يبلغ حوالي 2200 ميل بين موقع الأرض في أي تاريخ محدد في عامين متتاليين»، وبالتالي لا ينبغي أن يكونوا تحت التأثير نفسه وفقًا لعلم التنجيم. على مدى فترة 40 عاماً سيكون هناك فرق أكبر من 780,000 ميل.

### نقص الأساس المادي
علق إدوارد دبليو جيمس بأن إنشاء الأبراج والانفصال عن الكواكب والنجوم كان لأن الشمس لا تسطع علي كل مجموعة من الكواكب نفس القدر من الوقت. أدى هذا الانفصال إلى مشكلة وهي صعوبة فصل رموز الأبراج عن الكواكب والنجوم التي كانت ذات مرة مرتبطة بها. فيلسوف العلوم، ماسيمو بيليغليشي يعلق على هذه الحركة، قائلاً: «حسناً، ما هي العلامة التي يجب أن أبحث عنها عندما أفتح ورقة الأحد الخاصة بي، أتساءل؟»
البرج الاستوائي ليس له صلة بالنجوم، وطالما لم يتم تقديم أي إدعاءات بأن الأبراج نفسها لها علامة فلكية مميزة، فإن المنجمين يتجنبون المفهوم القائل بأن الأبراج لا يمكنها الحركة. أشار شاربك وبروتش إلى علم التنجيم على أساس الأبراج الاستوائية بأنها «... صناديق فارغة لا علاقة لها بأي شيء وتخلو من أي تناسق أو مراسلات مع النجوم.» لا يتعارض الاستخدام الوحيد للأبراج الاستوائية مع المراجع التي قام بها نفس المنجمين، والتي تعتمد على متى تدخل النقطة الربيعية كوكبة الدلو.

### نقص القدرة التنبؤية

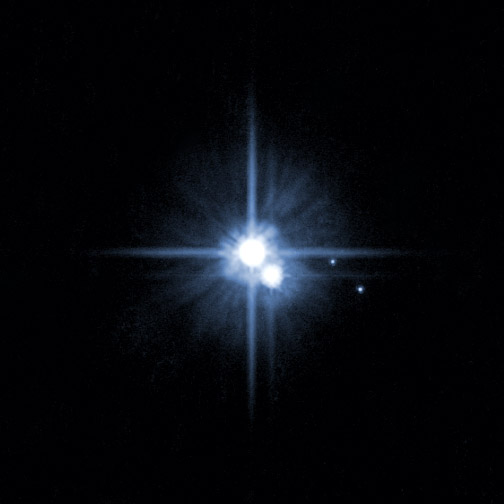
يظهر في الصورة كوكب بلوتو وأقماره الصناعية. كان يزعم أن علم التنجيم يعمل قبل اكتشاف نبتون وأورانوس وبلوتو.

يدعي بعض المنجمين أن وضع جميع الكواكب يجب أن يؤخذ بعين الاعتبار، لكن المنجمين لم يكونوا قادرين على التنبؤ بوجود نبتون على أساس الأخطاء في الأبراج. بدلاً من ذلك، تم التنبؤ بنبتون باستخدام قانون نيوتن للجاذبية الكونية.
حول تغير وصف كوكب بلوتو إلي كوكب قزم، تساءل فيليب زاركا من مرصد باريس في ميودون، كيف ينبغي أن يستجيب المنجمون:

### عدم وجود آلية
تم انتقاد علم التنجيم بسبب فشله في تقديم الخاصية الفيزيائية التي تربط حركات الأجسام السماوية بآثارها المزعومة على السلوك البشري. في محاضرة في عام 2001، قال ستيفن هوكينغ: «إن السبب الذي لا يؤمن به معظم العلماء في علم التنجيم هو أنه لا يتماشى مع نظرياتنا التي تم اختبارها بالتجربة». في عام 1975، وسط تزايد الاهتمام الشعبي بعلم التنجيم، قدمت مجلة "The Humanist" طعنة لعلم التنجيم في بيان وضعه بارت ج. بوك، ولورانس جيروم، وبول كورتز. وقد وقع بيان «الاعتراضات على علم التنجيم»، 186 من علماء الفلك والفيزيائيين والعلماء البارزين في ذلك اليوم. وقالوا أنه لا يوجد أساس علمي لمبادئ علم التنجيم، وحذروا الجمهور من قبول المشورة الفلكية دون سؤال. تركز انتقاداتهم على حقيقة أنه لا توجد آلية يمكن أن تحدث بها التأثيرات الفلكية:
ورفض الفلكي كارل ساغان التوقيع على البيان. قال ساغان إنه لم يتخذ هذا الموقف لأنه كان يعتقد أن علم التنجيم له أي صلاحية، ولكن لأنه ظن أن نبرة هذا البيان كانت استبدادية، وأن عدم الاعتراف بالتنجيم لأنه لا توجد له آلية («بالتأكيد هي نقطة ذات صلة») لم يكن في حد ذاته مقنع. في رسالة نشرت في طبعة لاحقة من مجلة "The Humanist"، أكد ساجان أنه كان يرغب في توقيع مثل هذا البيان لو أنه وصف ودحض المعتقدات الأساسية للاعتقاد الفلكي. وقال إن هذا كان يمكن أن يكون أكثر إقناعاً وأقل جدلاً.
إن استخدام الصور الشعرية المستندة إلى مفاهيم العوالم الصغيرة والصغيرة، «ما يحدث في الأعلي يحدث في الأسفل» لتحديد المعنى مثل مثال إدوارد دبليو جيمس «المريخ في السماء أحمر، لذا فإن انعكاس المريخ علي الأرض يعني الدم والحرب»، هو مغالطة كبيرة.
يدعي العديد من المنجمين أن علم التنجيم هو علم حقيقي. إذا حاول أحد شرحها علمياً، فهناك فقط أربعة قوى أساسية، مما يحد من اختيار الآليات الطبيعية الممكنة. اقترح بعض المنجمين العوامل السببية التقليدية مثل الكهرومغناطيسية والجاذبية. تأثير هذه القوي يتعطل مع المسافة. يرفض العلماء هذه الآليات المقترحة على أنها غير قابلة للتصديق حيث، على سبيل المثال، المجال المغناطيسي، عند قياسه من الأرض، لكوكب كبير ولكن بعيد مثل المشتري أصغر بكثير من ذلك الذي تنتجه الأجهزة المنزلية العادية. لاحظ الفلكي فل بليت أن الشمس، من حيث حجمها، هي الشيء الوحيد الذي يحتوي على مجال كهرومغناطيسي يذكر، ولكن لا يعتمد علم التنجيم على الشمس وحدها. بينما يمكن أن يحاول المنجمون اقتراح قوة خامسة، فإن هذا لا يتفق مع الاتجاهات في الفيزياء مع توحيد الكهرومغناطيسية والقوة الضعيفة في قوة الكهرباء. إذا أصر المنجم على كونه لا يتفق مع الفهم الحالي والأسس والبراهين في الفيزياء، فسيكون ذلك مطالبة غير عادية. كما أنه لا يتماشى مع القوى الأخرى التي تتساقط مع المسافة. إذا كانت المسافة غير ذات صلة، فمن المنطقي أن تؤخذ جميع الأشياء في الفضاء في الحسبان.
سعى كارل جونغ لاستحضار (التزامن)، الادعاء بأن حدثين لهما نوع من الاتصال الكافي، لشرح عدم وجود نتائج ذات دلالة إحصائية في علم التنجيم من دراسة واحدة أجراها. ومع ذلك، فإن التزامن نفسه لا يعتبر قابلاً للاختبار أو قابل للتفسير والدحض. بعد ذلك تم انتقاد الدراسة بشدة بسبب اختيار عينة غير عشوائية واستخدامها للإحصاءات وكذلك عدم اتساقها مع علم التنجيم.

## علم النفس
تبين أيضا أن تأكيد التحيز هو عامل نفسي يساهم في الاعتقاد في علم التنجيم. تأكيد الانحياز هو شكل من أشكال التحيز المعرفي.:553
غالباً ما يميل المؤمنون في علم التنجيم إلى تذكر تلك التنبؤات التي تبين أنها صحيحة، وعدم تذكر تلك التي تبين أنها خاطئة. هناك شكل آخر مستقل من أشكال تأكيد التحيز يلعب أيضًا دورًا، حيث يفشل المؤمنون في كثير من الأحيان في التمييز بين الرسائل التي تظهر قدرة خاصة وتلك التي لا تفعل ذلك.
وبالتالي هناك نوعان متميزان من التحيز للتأكيد قيد الدراسة فيما يتعلق بالمعتقد الفلكي.
إن تأثير بارنوم هو ميل الفرد إلى إعطاء درجة عالية من الدقة إلى وصف لشخصيته التي يفترض أنها مصممة خصيصًا له، ولكنه في الحقيقة غامض وعام بما يكفي للتطبيق على نطاق واسع من الناس.
في عام 1949 بيرترام فورر أجرى اختباراً للشخصية على الطلاب في فصله. تم إعطاء كل طالب ماهو مفترض أن يكون تقيمًا فرديًا، ولكن جميع الطلاب تلقوا نفس التقييم. أخذت أوصاف الشخصية من كتاب عن علم التنجيم. عندما طلب من الطلاب التعليق على دقة الاختبار، أعطى أكثر من 40٪ منهم أعلى علامة 5 من أصل 5، وكان متوسط التقييم 4.2. وقد تم تكرار نتائج هذه الدراسة في العديد من الدراسات الأخرى.
وقد ركزت دراسة تأثير بارنوم / فورر في الغالب على مستوى قبول الأبراج المزيفة وملامح الشخصية الفلكية الزائفة. يفشل متلقّو تقييمات الشخصية هذه في التمييز بين صفات الشخصية الشائعة وغير الشائعة. في دراسة قام بها بول روجرز وجانيس سولي (2009)، والتي كانت متسقة مع البحوث السابقة حول هذه المسألة، فقد وجد أن أولئك الذين يؤمنون بالتنجيم أكثر عرضة بشكل عام لإعطاء مزيد من المصداقية لمظهر بارنوم أكثر من المشككين.
من خلال عملية تعرف بالإسناد الذاتي، فقد تبين في العديد من الدراسات أن الأفراد الذين يعرفون علم التنجيم يميلون إلى وصف شخصياتهم من حيث السمات المتوافقة مع علاماتهم الفلكية. يتم زيادة التأثير عندما كان الأفراد يدركون أن وصف الشخصية كان يستخدم لمناقشة التنجيم. الأفراد الذين لم يكونوا على دراية بعلم التنجيم لم يكن لديهم مثل هذا الاتجاه.

## علم الاجتماع
في عام 1953، أجرى عالم الاجتماع تيودور أدورنو دراسة عن عمود التنجيم في صحيفة في لوس أنجلوس كجزء من مشروع درس الثقافة الجماهيرية في المجتمع الرأسمالي. اعتقد أدورنو أن علم التنجيم الشعبي، أدى بشكل ثابت إلى تصريحات شجعت على التوافق - وأن المنجمين الذين عارضوا التصريحات التي تثبط الأداء في العمل وما إلى ذلك، خاطروا بخسارة وظائفهم. خلص أدورنو إلى أن علم التنجيم كان مظهراً واسع النطاق لللاعقلانية المنهجية، حيث أدت التعميمات الغامضة والمبهمة إلى توجيه الأفراد للاعتقاد بأن مؤلف العمود قد وجههم مباشرة. رسم أدورنو كلمة موازية مع عبارة أفيون الشعوب، بقلم كارل ماركس، بالتعليق ، «الغموض هو ميتافيزيقيا الأغبياء».
التوازن الخاطئ هو حيث يتم تضمين وجهة نظر خاطئة أو غير مقبولة أو زائفة إلى جانب وجهة نظر مبررة في تقارير وسائل الإعلام والمظهر التلفزيوني ونتيجة لذلك فإن التوازن الزائف يعني «وجود جانبين متساويين لقصة في حين أنه بوضوح لا يوجد». في «عجائب النظام الشمسي»، برنامج تلفزيوني من قبل بي بي سي، قال الفيزيائي براين كوكس: «على الرغم من حقيقة أن علم التنجيم هو عبارة عن بضاعة من القمامة، فالمشتري يمكن أن يكون له في الواقع تأثير عميق على كوكبنا، ولكن من خلال قوة... الجاذبية.» في أعقاب شكاوى المؤمنين في علم التنجيم، أدلى كوكس بالبيان التالي إلى هيئة الإذاعة البريطانية: «أعتذر إلى مجتمع علم التنجيم لعدم توضيح ما قلته. كان ينبغي لي أن أقول إن عصر الهزل الجديد هذا يدمر نسيج حضارتنا ذاته». وفي برنامج آخر، علق كوكس قائلاً: «في صالح الاتساق مع ما قلته على الـ BBC ، نعم التنجيم هو هراء». في مقال افتتاحي في المجلة الطبية (BMJ)، استشهد المحرر تريفور جاكسون بهذا الحادث حيث يمكن أن يحدث الاتزان الزائف.
وقد أظهرت الدراسات واستطلاعات الرأي أن الاعتقاد في علم التنجيم هو أعلى في البلدان الغربية، في حين كان متوقعاً خلاف ذلك. في عام 2012، في استطلاعات الرأي، قال 42٪ من الأمريكيين إنهم يعتقدون أن علم التنجيم علم علمي جزئي على الأقل. انخفض هذا الاعتقاد مع التعليم والمعرفة العلمية.
ترجع بعض المعتقدات إلى الخلط بين علم التنجيم وعلم الفلك (الدراسة العلمية للأجرام السماوية). حيث أن هناك تشابه بين الكلمتين في اللغة الإنجليزية. لم يكن للتوصيف البسيط لعلم التنجيم باعتباره «تأثير غامض للنجوم والكواكب وما إلى ذلك على الشؤون الإنسانية» أي تأثير على تقييم الجمهور العام لما إذا كان علم التنجيم علميا أم لا في استطلاع عام 1992. وقد يرجع ذلك جزئياً إلى الارتباط الضمني بين عامة الجمهور، بأي صياغة تنتهي بمقطع "ology" بأنها معرفة علمية. في أوروبا تم إجراء استطلاعين للرأي في عام 2004، تم استخدام استطلاع مقسم لعزل التشويش على الصياغة. في نصف استطلاعات الرأي، تم استخدام كلمة «علم التنجيم»، بينما استخدمت كلمة «ابراج» في الآخر. كان الإيمان بأن علم التنجيم علمياً على الأقل جزئياً بنسبة 76٪، لكن الاعتقاد بأن الأبراج كانت علمية كان بنسبة 43٪ فقط.

## روابط خارجية
- Astrology & Science: The Scientific Exploration of Astrology
- Merrifield، Michael. "Right Ascension & Declination". Sixty Symbols. Brady Haran for the جامعة نوتنغهام. مؤرشف من الأصل في 2020-10-04.—which also discusses ascension and declination errors in different systems of astrology
- العلم والتنجيم على مشروع الدليل المفتوح

التنجيم والدين
- علم التنجيم في الإسلام
- علم التنجيم في العهد القديم والعهد الجديد، بقلم جوزيف جون ديوي.
- علم التنجيم: بين الدين والتجريب، أطروحة حول علم التنجيم للدكتور غوستاف أدولف شونير، ترجمه شين دينسون.
- علم التنجيم في العصور الوسطى، مورداً تعليمياً من المكتبة البريطانية.
- علم التنجيم في الديانة اليهودية

علم التنجيم والعلوم
- علم التنجيم والعلوم، نظرة ناقدة إلى علم التنجيم والعلم.
- وAstrotest، وهو سرد لاختبار لقدرة التنبؤية لعلم التنجيم، مع إشارات إلى تجارب أخرى.
- الرومانسية الحقيقية في النجوم، رؤية نقدية لعلم التنجيم بقلم ريتشارد دوكينز.
- Astrofaces، مشروع بحثي يسعى لتوفير إحصائية متبادلة للتنجيم للعلوم الحديثة، بالإضافة إلى صور فوتوغرافية للشمس والقمر وعلامات الطالع الخاصة بالمواضيع.